# دورتی وست (هنرپیشه)
دورتی وست (انگلیسی: Dorothy West; ۲۹ اوت ۱۸۹۱ – ۱۱ دسامبر ۱۹۸۰) یک هنرپیشه اهل ایالات متحده آمریکا بود. وی بین سال‌های ۱۹۰۸ تا ۱۹۱۶ میلادی فعالیت می‌کرد.

## گزیده فیلمشناسی
از فیلم‌ها یا برنامه‌های تلویزیونی که وی در آن نقش داشته‌است می‌توان به آثار زیر اشاره کرد.
- دختر و یاغی (۱۹۰۸)
- فریب (فیلم ۱۹۰۹) (۱۹۰۹)
- در ایتالیای کوچک (۱۹۰۹)